# Villa Frédéric-Mistral
La villa Frédéric-Mistral est une voie du 15e arrondissement de Paris.

## Origine du nom
Elle tient son nom de son voisinage avec la rue Frédéric-Mistral qui porte le nom de l’écrivain et lexicographe français de langue d'oc Frédéric Mistral (1830-1914).

## Historique
La place est créée sous le nom provisoire de « voie BG/15 » et prend sa dénomination actuelle le 2 mai 1990. 

## Bâtiments remarquables et lieux de mémoire
Le siège de la société JTGD Conseil est dans cette rue.